# Скала на Бофорт
Ска̀ла на Бофо̀рт или Бофо̀ртова ска̀ла (пълно наименование Скала на Бофорт за сила на вятъра) е сравнителна таблица за силата на вятъра.
Създадена през 1805 г. от ирландския хидрограф Франсис Бофорт, тази скала се използва и днес от метеоролози и моряци с цел приблизително определяне скоростта на вятъра. Тя категоризира движението на въздушните маси в 12 степени (бала) – от безобиден ветрец до унищожителна стихия.
Отчита в мерни единици, наречени в негова чест бофорти, и се основава на субективни фактори, като състояние на морската повърхност или височина на вълните в открито море.
| Скала на Бофорт | Скала на Бофорт   | Скала на Бофорт   | Скала на Бофорт   | Скала на Бофорт   | Скала на Бофорт    | Скала на Бофорт     | Скала на Бофорт     | Скала на Бофорт                                                                                                  | Скала на Бофорт                                               |
| Степен          | Скорост на вятъра | Скорост на вятъра | Скорост на вятъра | Скорост на вятъра | Название на вятъра | Височина на вълните | Височина на вълните | Условия в морето                                                                                                 | Условия на сушата                                             |
| Степен          | m/s               | km/h              | kn                | mph               | Название на вятъра | m                   | ft                  | Условия в морето                                                                                                 | Условия на сушата                                             |
| --------------- | ----------------- | ----------------- | ----------------- | ----------------- | ------------------ | ------------------- | ------------------- | --- | ------------------------------------------------------------- |
| 0               | 0-0,2             | 0                 | 0                 | 0                 | щил                | 0                   | 0                   | спокойно, без вълни                                                                                              | тихо                                                          |
| 1               | 0,3-1,5           | 1-6               | 1-3               | 1-3               | тих вятър          | 0,1                 | 0,33                | бръчки по повърхността                                                                                           | вятърът може да раздвижи пушек                                |
| 2               | 1,6-3,3           | 7-11              | 4-6               | 4-7               | лек бриз           | 0,2                 | 0,66                | малки вълнички                                                                                                   | може да се усети по открита кожа                              |
| 3               | 3,4-5,4           | 12-19             | 7-10              | 8-12              | слаб вятър         | 0,6                 | 2                   | големи вълнички                                                                                                  | постоянно движение на листа и клонки                          |
| 4               | 5,5-7,9           | 20-29             | 11-16             | 13-18             | умерен вятър       | 1                   | 3,3                 | малки вълни | вятърът вдига прах и хартийки, клати малки клони              |
| 5               | 8,0-10,7          | 30-39             | 17-21             | 19-24             | полусилен вятър    | 2                   | 6,6                 | средно дълги (1,2 m) вълни, наличие на пяна и пръски                                                             | разклаща малки дръвчета                                       |
| 6               | 10,8-13,8         | 40-50             | 22-27             | 25-31             | силен вятър        | 3                   | 9,9                 | големи вълни с пяна по върховете и пръски                                                                        | клатене на големи клони, чадър трудно може да бъде удържан    |
| 7               | 13,9-17,1         | 51-62             | 28-33             | 32-38             | доста силен вятър  | 4                   | 13,1                | вълни в различни посоки, откъсват се парчета пяна                                                                | цели дървета се движат, трудно е да се ходи срещу вятъра      |
| 8               | 17,2-20,7         | 63-75             | 34-40             | 39-46             | много силен вятър  | 5,5                 | 18                  | средно високи вълни с чупещи се върхове и водовъртежи, ивици пяна                                                | чупи клонки от дърветата, отклонява коли от пътя              |
| 9               | 20,8-24,4         | 76-87             | 41-47             | 47-54             | щорм               | 7                   | 23                  | високи вълни, с гъста пяна, върховете на вълните се преобръщат, доста пръски                                     | леки повреди на сгради и съоръжения                           |
| 10              | 24,5-28,4         | 88-102            | 48-55             | 55-63             | силен щорм         | 9                   | 29,5                | много високи вълни, морската повърхност е побеляла, намалена видимост                                            | изкоренява дървета, значителни повреди на сгради и съоръжения |
| 11              | 28,5-32,6         | 103-117           | 56-63             | 64-72             | жесток щорм        | 11,5                | 37,7                | изключително високи вълни                                                                                        | множество повреди на сгради и съоръжения                      |
| 12              | >32,7             | >117              | >63               | >72               | ураган             | 14+                 | 46+                 | огромни вълни, морето е изцяло бяло и хвърля пръски, въздухът е пълен с пяна и пръски, силно ограничена видимост | множество масивни повреди на сгради и съоръжения              |

Съществува формула, позволяваща да се изчисли с добро приближение степента по Бофорт, изхождайки от скоростта на вятъра. Основната формула, установена чрез измервания на островите Сили, международно призната от метеорологична конференция в Торонто през 1947 г., със стандартна височина за измерване на скоростта на вятъра, определена на 10 m, е:
- {\displaystyle v=1,62.B^{\frac {3}{2}}}, където {\displaystyle v} е скоростта на вятъра във възли, а B е в бофорти.

Преизчисление на скоростта на вятъра в други единици:
- {\displaystyle v=3.B^{\frac {3}{2}}}, където {\displaystyle v} е в km/h.

- {\displaystyle v=0,8334.B^{\frac {3}{2}}}, където {\displaystyle v} е в m/s.

Горното може да се изрази и по следния начин: силата на вятъра в бофорти е равна на число, най-близко до кубичен корен от частното от квадрата на скоростта на вятъра в km/h и числото 9:
{\displaystyle {\text{B}}\approx {\sqrt[{3}]{\frac {v^{2}}{9}}}\,}
Тази формула е точна за скорости на вятъра под 118 km/h; стойността на B е безразмерна величина.